# Старший политрук
Ста́рший политру́к (сокр. от старший политический руководитель) — воинское звание старшего военно-политического состава Рабоче-Крестьянской Красной Армии с 1935 по 1942 год. Выше звания политрук, ниже звания батальонный комиссар. Соответствовало воинскому званию капитан.

## История
В 1935 году с введением персональных воинских и специальных званий среди прочих были введены специальные звания для политработников: «младший политрук», «политрук» и «старший политрук», соответствовавшие общим воинским званиям «лейтенант», «старший лейтенант» и «капитан». Старшие политработники имели специальные звания со словом «комиссар»: «батальонный комиссар» (майор), «полковой комиссар» (полковник), «дивизионный комиссар» (комдив) и тому подобное (в скобках даны соответствующие общие воинские звания).
Решением ГКО от 9 октября 1942 года в армии и на флоте была ликвидирована система военных комиссаров. Все лица, носившие эти звания, были переаттестованы и получили стандартные армейские и флотские звания; при переаттестации звание присваивалось на ступень ниже. Так, например, старший политрук, имевший до переаттестации звание, равное капитану, после переаттестации получал звание старший лейтенант. Резко было сокращено число политических должностей. Часть вчерашних политруков и комиссаров назначались заместителями командиров по политчасти (от роты и выше), часть была переведена на командные должности. Если раньше политрук или комиссар пользовались равной с командиром властью в подразделении (части), то теперь они стали заместителями командиров.

## Знаки различия
Для звания старший политрук был установлен знак различия — одна шпала в петлице, как у капитана, отличаясь только окантовкой петлиц. Вместо командирской золотистой окантовки была чёрная, как у остальных политработников, а также у младшего комсостава и красноармейцев.
Военнослужащие политического состава имели на обоих рукавах выше обшлага одинаковые для всех званий красные суконные звёзды диаметром 55 мм. Звёзды по краю обшивались красной шелковой нитью, а в центре имели вышитые золотистой нитью серп и молот.
| младшее звание: Политрук | Старший политрук | старшее звание: Батальонный комиссар |